# Calle Canal (Manhattan)

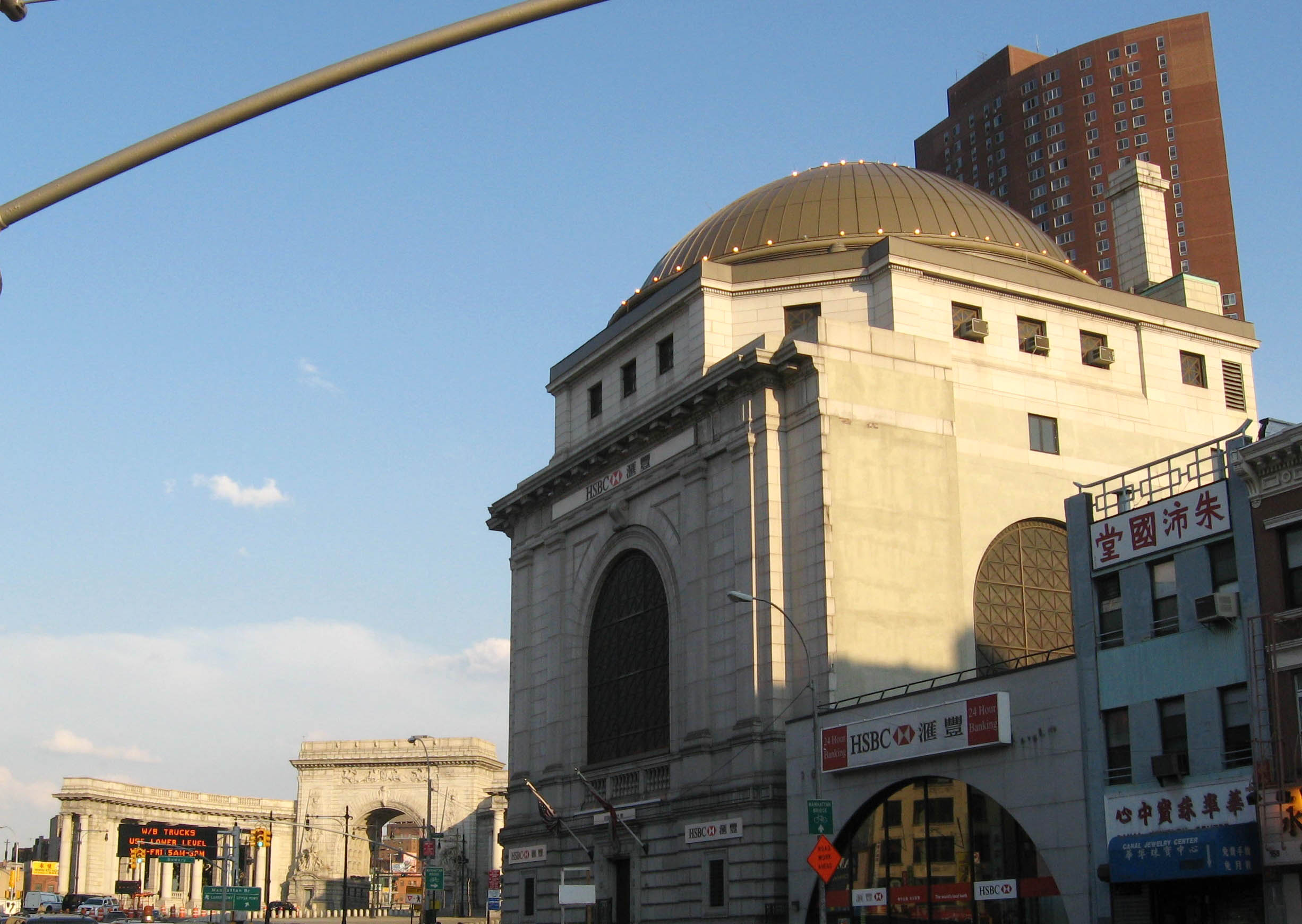
Antiguo local del Citizens Savings Bank.

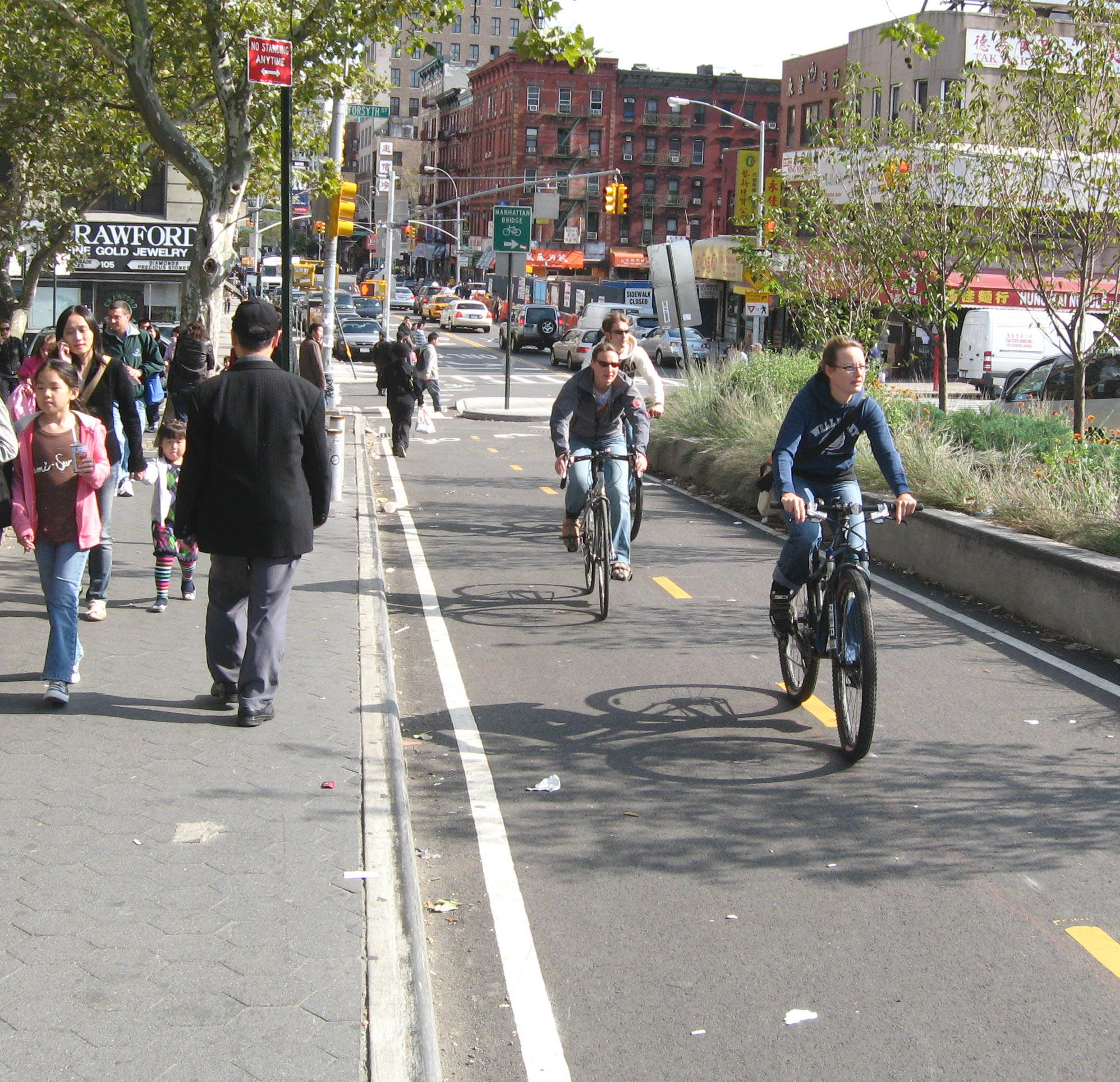
Calle Canal desde el Manhattan Bridge.

La Calle Canal (en inglés, Canal Street) es una calle principal de más de 1.6 kilómetros en la ciudad de Nueva York, Estados Unidos, que cruza el bajo Manhattan desde East Broadway, entre las calles Essex y Jefferson, al este y West Street, entre las calles Watts y Spring, al oeste. Constituye la principal arteria de Chinatown, y la separa de la Pequeña Italia.  También forma los límites norte del barrio de Tribeca y sur de SoHo. La calle actúa como una vía principal de conexión entre Jersey City en Nueva Jersey vía el Túnel Holland y Brooklyn vía el puente de Manhattan. Es una calle de doble sentido en la mayor parte de su recorrido. Entre Forsyth Street y el puente de Manhattan se abre en dos vías auxiliares, cada una de un solo sentido.

## Historia

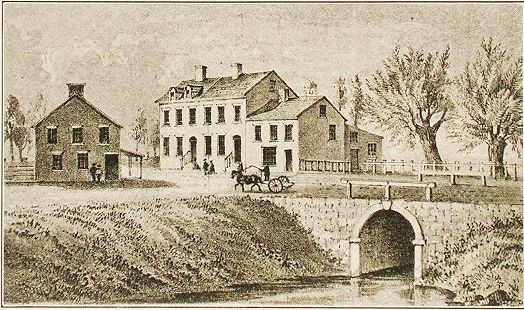
Broadway cruzando el canal en 1811

Para 1800, el Collect Pond, una de las pocas fuentes de agua fresca en la ciudad de Nueva York se volvió completamente contaminada con aguas servidas de las curtidurías, cervecerías, y otros talleres y fábricas que existían a su alrededor. Efluentes del estanque, incluyendo un riacho llamado "arroyo lento" (en inglés: "sluggish stream") que recorría parte de la ruta de la futura calle Canal, alimentaban varios pantanos cercanos que evitaban que la ciudad pudiera continuar su crecimiento hacia el norte. Para lidiar con esta situación, el Consejo de la Ciudad ordenó que los pantanos fueran drenados y, en 1803, que el estanque mismo sea rellenado. Se construyó un drenaje continuando con el camino del "arroyo lento" hacia el río Hudson, que redirigió todas las corrientes que alimentaban los pantanos. El estanque fue finalmente drenado entre 1813 o 1815.

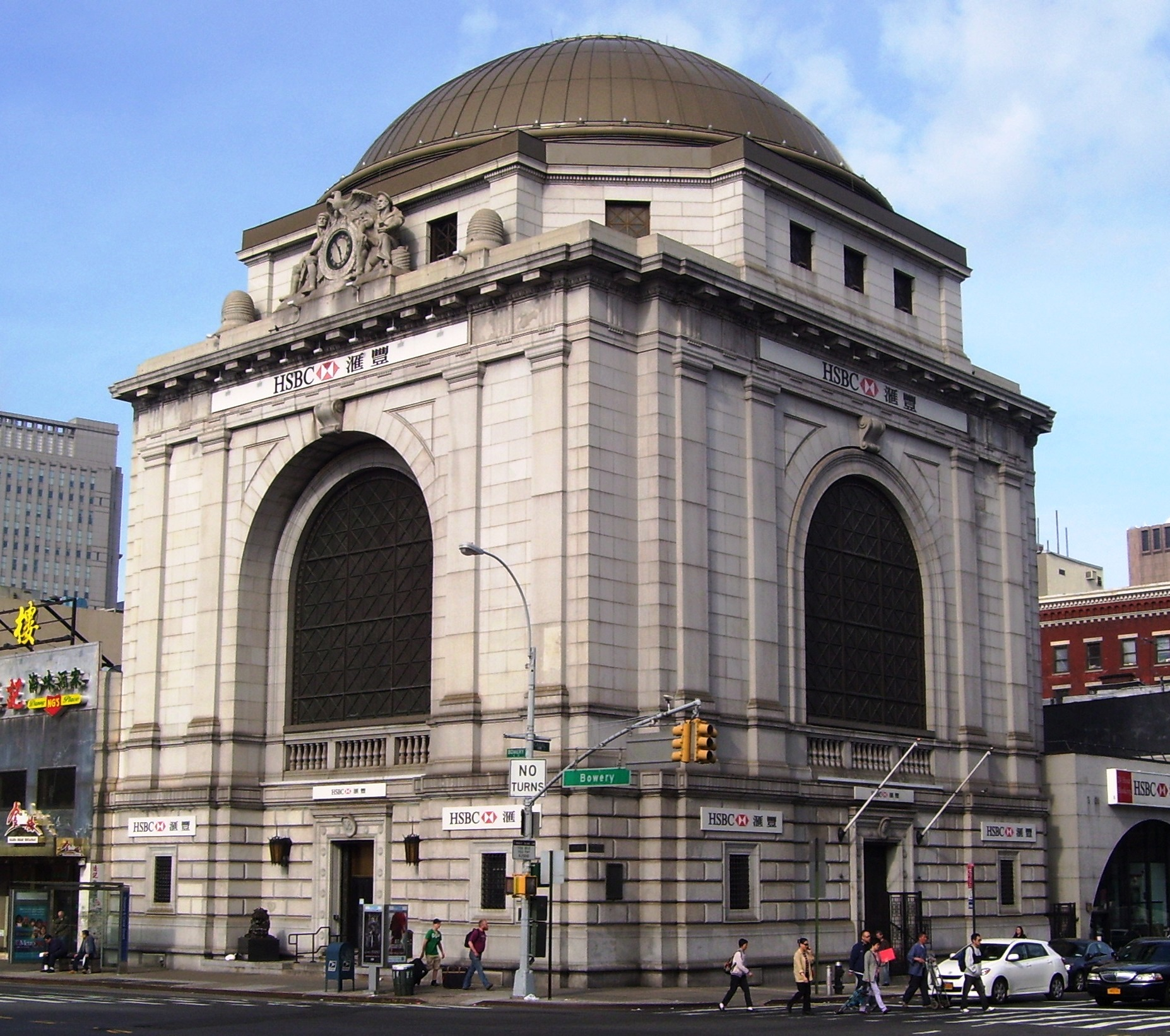
El edificio del Citizens Savings Bank en el 58 Bowery en la esquina con Canal Street en el Barrio Chino, actualmente es una sucursal del HSBC y también un monumento histórico de la ciudad.

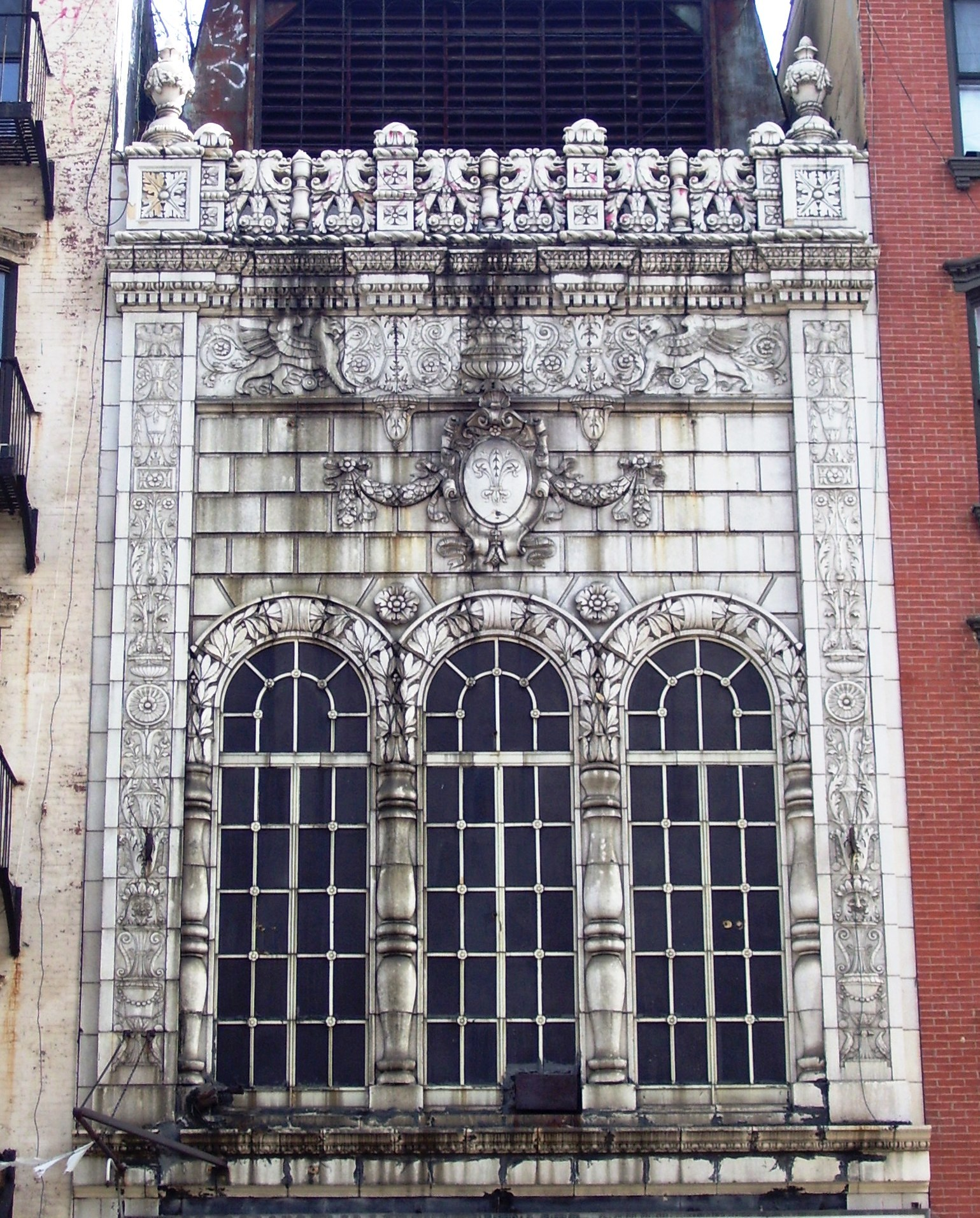
El antiguo Loew's Canal Street Theatre en el 31 Canal Street, es un monumento histórico de la ciudad.

El área fue desarrollada pero los riachos continuaron y causaron que la tierra "drenada" fuera fangosa y desigual. El Consejo entonces autorizó la construcción de un canal, de unos 12 metros de ancho y 2.5 de profundidad, que continuaría drenando el exceso de agua. Debido a que no era eficiente y no tenía suficiente flujo, este también se convirtió en un desagüe abierto. La ciudad lo entubó en 1819 pero, como no tenía trampas de aire, el canal cubierto se convirtió en una cloaca maloliente. Canal Street fue terminada en 1820, siguiendo el recorrido del canal cubierto y nombrado por él. Los nuevos edificios que fueron construidos en esa calle cayeron rápidamente en deteriorio y el extremo oriental de la calle terminó siendo parte del notorio barrio de los Five Points a medida que el valor de las propiedades así como las condiciones de vida fueron disminuyendo.
A inicios del siglo XX, el centro de comercio de joyas se ubicaba en la esquina de Canal Street y Bowery pero se mudó a mediados del siglo al moderno Diamond District en la Calle 47. En los años 1920, el Citizens Savings Bank construyó un notable edificio con una cúpula que le sirvió de sede principal en la intersección suroeste de esa esquina. que se mantiene aún como un monumento de la ciudad. La porción de Canal Street alrededor de la Sexta Avenida fue el principal mercado de partes electrónicas de Nueva York por más de 25 años luego de que cerrara Radio Row para hacer lugar a la construcción del primer World Trade Center.

### Reputación como un lugar de venta ambulante
Canal Street es un distrito comercial bullicioso, lleno de tiendas de renta baja y vendedores ambulantes al oeste; bancos y tiendas de joyería al este. Por una generación luego de la Segunda Guerra Mundial, el antiguo segmento albergaba varias tiendas que vendían exóticos componentes de alta tecnología para personas que querían ser inventores e ingenieros. Canal Street es también el principal distrito de negocios de joyería en el Barrio Chino. Tanto turistas como locales se aglomeran en sus veredas todos los días para frecuentar los puestos al aire libre y las tiendas de remate en los que venden artículos como perfumes, carteras, equipos electrónicos y plásticos a bajos precios. Muchos de estos productos son contrabando y falsificados, con marcas y etiquetas falsas en equipos electrónicos, ropa y accesorios personales  (incluyendo los falsos relojes Rolex que se han convertido en un cliché de Manhattan). Discos CD y DVD piratas son comunes y son ofrecidos en venta en Canal Street incluso antes del estreno oficial de la película en cines o tiendas especializadas.
La venta generalizada de estos productos persiste a lo largo de Canal Street y en sus trastiendas a pesar de las frecuentes incursiones de la policía. Adicionalmente, en el 2013 se propuso una legislación para que la compra de estos elementos sea considerada un crimen; esto permitiría que la ciudad pueda cobrar por lo menos mil millones de dólares en impuestos anualmente.

## En la cultura popular
El comediante Jon Stewart se refiere a la reputación de la Calle Canal como un centro para obtener mercancía pirateada el 15 de septiembre de 2008 en un episodio del The Daily Show.

## Transporte
Canal Street es servida por el Metro de Nueva York en siete estaciones, de oeste a este:
- Calle Canal (línea de la Séptima Avenida–Broadway) en Varick Street, atendida por los trenes 1 y 2.
- Calle Canal (línea de la Octava Avenida) en la Sexta Avenida, atendida por los trenes A, B y C.
- Calle Canal (Línea Broadway, línea de la Calle Nassau y línea de la Avenida Lexington) en Broadway, Lafayette Street, y Centre Street, atendida por los trenes 4,  6, <6>, J, N, Q, R, W y Z, en cuatro sets separados de plataformas.
- East Broadway (línea de la Sexta Avenida) en East Broadway, atendida por tenes de las líneas F y <F>.

Canal Street también es atendida por el sistema de buses de la MTA Bus Company a pesar de que ninguna ruta circula exactamente or esa calle. Hay rutas que intersectan la calle entre las que están la M20 en Hudson Street (rumbo norte) y Varick Street (rumbo sur), la M55 en la Sexta Avenida (rumbo norte) y Broadway (rumbo sur), la M103 en Bowery, la M15 en Allen Street y la M9 en East Broadway.